# Transporter (2002.)
Transporter (eng. The Transporter, fr. Le Transporteur), francuski akcijski film redatelja Louisa Leterriera i Coreyja Yuena iz 2002. godine. Glavnu ulogu profesionalnog vozača za unajmljivanje, Franka Martina, tumači Jason Statham koji je ulogom u ovom filmu priskrbio sebi status međunarodne akcijske zvijezde.
Film je polučio i dva nastavka - Transporter 2 (2005.) i Transporter 3 (2008.) u kojima naslovnu ulogu također tumači Jason Statham.

## Radnja
Frank Martin (Jason Statham) je bivši pripadnik specijalnih postrojbi koji živi naoko mirnim životom na jugu Francuske. Zapravo, on je profesionalni vozač, koji po narudžbi dostavlja stvari na odredište u dogovorenom roku. Isporuke su tajne, tako da on ne zna i ne želi znati što prevozi, no uvijek se pridržava određenih pravila koja osiguravaju diskreciju klijenata, sigurnost i olakšavaju posao. Ipak, jednom zgodom, kada primi narudžbu koju treba prevesti američkom gangsteru Darrenu Bettencourtu, poznatom pod nadimkom "Wall Street" (Matt Schulze), nastanu problemi u savršeno isplaniranoj Martinovoj proceduri. Tijekom vožnje doznaje da je paket isporuke, zapravo lijepa kineska djevojka Lai Kwai (Shu Qi), koju odluči spasiti i tako dovodi u opasnost sebe i svoj profesionalni kodeks.
Uz pomoć francuskog policijskog istražitelja Tarconija (François Berléand), Martin pokušava spasiti djevojku i razotkriti zločinačku organizaciju koja provodi trgovinu ljudima, a iza koje stoji djevojčin otac.

## Glavne uloge
- Jason Statham - Frank Martin/Transporter
- Shu Qi - Lai Kwai
- François Berléand - inspektor Tarconi
- Matt Schulze - Darren "Wall Street" Bettencourt
- Didier Saint Melin - šef
- Doug Rand - vođa
- Ric Young - G. Kwai

## Vanjske poveznice
- The Transporter na Internet Movie Databaseu (engl.)
- Transporter - Filmski net  Arhivirana inačica izvorne stranice od 20. kolovoza 2013. (Wayback Machine) (hrv.)